# Serghei Alexeev
Serghei Alexeev (în rusă Сергей Викторович Алексеев; n. 31 mai 1986, Tiraspol) este un fotbalist din Republica Moldova, care evoluează pe postul de atacant.
Serghei Alexeev este convocat periodic și la echipa națională de fotbal a Moldovei, pentru care a jucat 25 de meciuri, marcând 5 goluri.
El deține și cetățenia Rusiei.

## Palmares
Sheriff Tiraspol
- Divizia Națională (2): 2006–07, 2007–08
- Cupa Moldovei: 2007–08
- Supercupa Moldovei: 2004, 2007
- Cupa CSI: 2009

Iskra-Stali Rîbnița
- Divizia Națională

Locul 3: 2008–09
Veris Chișinău
- Divizia Națională

Locul 3: 2013–14

## Goluri internaționale
| # | Data              | Stadion                     | Oponent        | Rezultat | Competiție                                             |
| - | ----------------- | --------------------------- | -------------- | -------- | ------------------------------------------------------ |
| 1 | 17 noiembrie 2007 | Stadionul Zimbru, Chișinău  | Ungaria        | 3–0      | Preliminariile Campionatului European de Fotbal 2008   |
| 2 | 28 mai 2008       | Stadionul Sheriff, Tiraspol | Armenia        | 2–2      | Meci amical                                            |
| 3 | 6 septembrie 2008 | Stadionul Sheriff, Tiraspol | Letonia        | 1–2      | Calificările pentru Campionatul Mondial de Fotbal 2010 |
| 4 | 2 septembrie 2011 | Stadionul Olimpic, Helsinki | Finlanda       | 1–4      | Preliminariile Campionatului European de Fotbal 2012   |
| 5 | 24 mai 2014       | La Jerez, Jerez             | Arabia Saudită | 4-0      | Meci amical                                            |

## Statistici carieră
La 1 august 2014.

### Club
|         |                     |                        | Campionat | Campionat | Cupă    | Cupă   | Europa  | Europa | Total   | Total  |
| Sezon   | Club                | Ligă                   | Meciuri   | Goluri    | Meciuri | Goluri | Meciuri | Goluri | Meciuri | Goluri |
| ------- | ------------------- | ---------------------- | --------- | --------- | ------- | ------ | ------- | ------ | ------- | ------ |
| 2002–03 | Sheriff Tiraspol    | Divizia Națională      | 1         | 0         | ?       | ?      | -       | -      | 1       | 0      |
| 2003–04 | Sheriff Tiraspol    | Divizia Națională      | 9         | 0         | 4       | 4      | -       | -      | 13      | 4      |
| 2004–05 | Sheriff Tiraspol    | Divizia Națională      | 5         | 0         | -       | -      | -       | -      | 5       | 0      |
| 2004–05 | FC Tiraspol         | Divizia Națională      | 13        | 3         | -       | -      | -       | -      | 13      | 3      |
| 2005–06 | FC Tiraspol         | Divizia Națională      | 24        | 11        | 6       | 5      | -       | -      | 30      | 16     |
| 2006–07 | FC Tiraspol         | Divizia Națională      | 21        | 6         | 3       | 1      | -       | -      | 24      | 7      |
| 2006–07 | Sheriff Tiraspol    | Divizia Națională      | 11        | 7         | -       | -      | -       | -      | 11      | 7      |
| 2007–08 | Sheriff Tiraspol    | Divizia Națională      | 21        | 10        | 5       | 1      | -       | -      | 26      | 11     |
| 2008–09 | Sheriff Tiraspol    | Divizia Națională      | 14        | 4         | 1       | 0      | 4       | 1      | 19      | 5      |
| 2009-10 | FC Aarau            | Swiss Super League     | 6         | 0         | 0       | 0      | 0       | 0      | 6       | 0      |
| 2009–10 | Zakarpattia Ujgorod | Prima Ligă Ucraineană  | 12        | 1         | 0       | 0      | 0       | 0      | 12      | 1      |
| 2010–11 | Zakarpattia Ujgorod | Prima Ligă Ucraineană  | 1         | 0         | 1       | 0      | 0       | 0      | 2       | 0      |
| 2011–12 | Kaposvári Rákóczi   | Nemzeti Bajnokság I    | 11        | 0         | 2       | 0      | 0       | 0      | 13      | 0      |
| 2011–12 | Maccabi Netanya     | Israeli Premier League | 11        | 1         | 3       | 0      | 0       | 0      | 14      | 1      |
| 2012–13 | Enisei Krasnoiarsk  | Prima Divizie Rusă     | 24        | 3         | 1       | 0      | 0       | 0      | 25      | 3      |
| 2013–14 | FC Veris            | Divizia Națională      | 19        | 6         | 1       | 0      | 0       | 0      | 20      | 6      |
| 2014–15 | Zimbru Chișinău     | Divizia Națională      | 12        | 1         | 0       | 0      | 6       | 2      | 18      | 3      |
| 2014–15 | FC Tiraspol         | Divizia Națională      | 10        | 3         | 1       | 0      | -       | -      | 11      | 3      |
| Total   | Total               | Total                  | 228       | 56        | 28      | 11     | 10      | 3      | 263     | 70     |